# Národní park Mercantour
Národní park Mercantour (francouzsky Parc national du Mercantour) je francouzský národní park. Leží na jihovýchodě země, v regionu Provence-Alpes-Côte d'Azur, v departementech Alpes-Maritimes a Alpes-de-Haute-Provence. Park byl založen v roce 1979 a má rozlohu 685 km². Zahrnuje převážně žulový masiv Mercantour v Přímořských Alpách, jehož nejvyšší bod Cime du Gélas má výšku 3 143 m. Výjimečné je Vallée des Merveilles s více než 100 000 skalními rytinami z doby bronzové.

## Flora a fauna
Národní park má velké druhové bohatství flóry a fauny. Ve vyšších polohách se nachází ledovcová údolí s řadou menších jezer. Níže jsou alpinské louky především s rodendrony, hranice lesa je v nadmořské výšce 2 500 m, převažuje zde modřín. Ze zvířat zde žijí kamzíci, kozorožci, mufloni či orel královský.